# 交響曲第1番 (ベルワルド)
交響曲第1番ト短調『セリューズ』（Sinfonie sérieuse）は、フランツ・ベルワルドが1842年にウィーンで完成させた交響曲である。表題は、フランス語で「厳粛な」を意味する。
初演は1843年、ストックホルム王立歌劇場において従兄弟であるヨハン・ベルワルドの指揮で行われており、唯一生前に作曲者が初演に立ち会った交響曲である。出版は作曲者の死後の1885年に行われた。

## 楽器編成
フルート、オーボエ、クラリネット、ファゴット、ホルン、トランペット各2、トロンボーン3、ティンパニ、弦五部。

## 楽曲構成
- 第1楽章 Allegro con energia　
ト短調 4/4拍子ソナタ形式。
- 第2楽章 Adagio maestoso 
ヘ長調 4/4拍子 自由な三部形式。
- 第3楽章  Stretto　
ト短調 3/4拍子 三部形式。トリオはイ長調。切れ目なく第4楽章へ続く。
- 第4楽章 Adagio-Allegro molto
ト短調 - ト長調 4/4拍子 展開部のないソナタ形式。序奏で第2、第3、第1楽章の主題が回想・展開されたのち、長い前置きを経てトロンボーンの伴奏を伴う第1主題が提示される。主題再現、コーダの後にトゥッティがpppからffへとクレッシェンドしてト長調で終結する。